# Luis Ricardo Falero

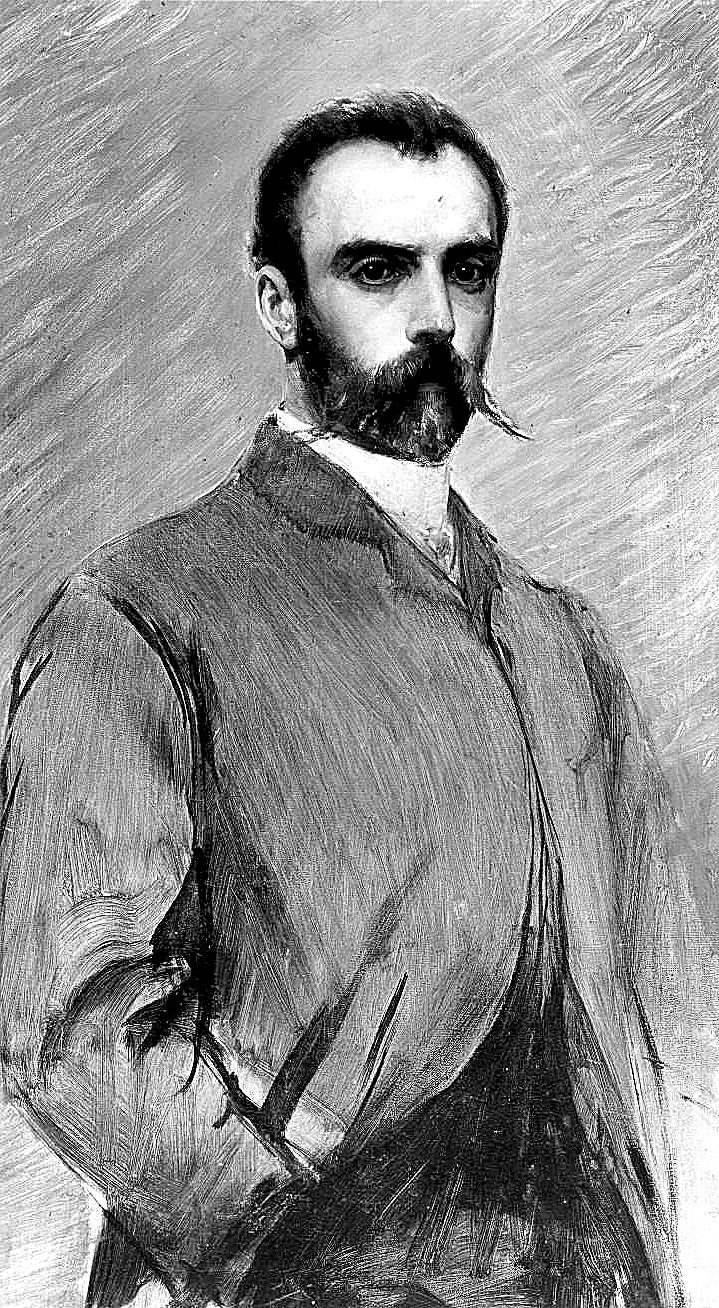
Luis Ricardo Falero

Luis Ricardo Falero (Granada, 23 mei 1851 – 7 december 1896) (ook bekend als Luis Riccardo Falero en als Luis Ricardo Falero de Candelarese, Duque de Labranzano) was een Spaans kunstschilder. Hij is bekend van zijn gedetailleerde schilderijen van naakte vrouwen in een astrologische, oriëntaalse of bovennatuurlijke enscenering. In zijn geboorteland is hij vrijwel onbekend.

## Leven en werk
De vroegrijpe Luis Falero, geboren in een aristocratische familie, zoon van José María Falero en Juana Adelaida Candelarese uit Granada, was voorbestemd tot een carrière in de Spaanse marine. Op 7-jarige leeftijd ging hij voor de Engelse taal naar het Richmond college in Londen. Hij leerde daar ook schilderen met waterverf. Na twee jaar ging hij naar Parijs om zijn opleiding af te maken. Terug in Spanje in 1866 begon hij een opleiding aan de marineschool, maar hij verliet deze, tot ongenoegen van zijn familie, op 16-jarige leeftijd. Verstoken van financiële ondersteuning ging hij terug naar Parijs. Om in zijn levensonderhoud te voorzien maakte hij portretten. Naar eigen zeggen had hij geen formele schildersopleiding gevolgd maar leerde zichzelf door het vervaardigen van portretten.
Toch zou hij bij Gabriel Ferrier gestudeerd hebben.
Van Jean-Baptiste Philibert Vaillant, die van 1863 tot 1870 Minister van Schone Kunsten was, kreeg hij de opdracht om portretten te maken van de leden van zijn ministerie.
Gedesillusioneerd besloot hij een technische studie te gaan volgen aan het Muséum national d'Histoire in Parijs. In 1874 voerde hij diverse experimenten uit voor de industriële productie van zuurstof en vond hij verschillende elektrische generatoren uit. In 1876 demonstreerde hij een lamp met een gloeidraad van koolstof. Hij raakte bevriend met Camille Flammarion voor wie hij enkele populaire boeken over astronomie van afbeeldingen voorzag.
Enkele technische experimenten kostten hem bijna het leven, waarna hij besloot zich opnieuw te concentreren op de schilderkunst. In zijn vroege werken volgde hij nog de academische regels van het classicisme, maar later schakelde hij over op allegorische, bovennatuurlijke en astrologische thema’s.
Van 1877 tot 1885 toonde hij zijn werk in de officiële Parijse Salon. Waardering kreeg hij voor zijn eerste succes, Heksen op weg naar de sabbat. Meestal nam hij naakte vrouwen op in zijn werk, welke hij soms combineerde met hemellichamen. Een bekend voorbeeld is L'étoile double in het Metropolitan Museum of Art te New York. Zijn schilderijen kenmerken zich door een sensuele dromerigheid, de verheerlijking van het vrouwelijk lichaam en een grote technische vaardigheid. Zijn keuze voor deze thema's stelden hem in staat om uitbundige voorstellingen van anderszins onfatsoenlijke onderwerpen te schilderen. Zijn werk werd vanaf 1881 verkocht via de bekende handelaar Goupil & Cie, en in 1884 bij diens opvolger Galerie Boussod et Valadon. Zijn schilderijen van het vrouwelijk naakt waren in Frankrijk een succes, maar in Spanje kreeg hij de naam nagenoeg pornografie te schilderen.
| Linkertekst (alt) |  | Rechtertekst (alt)             |
| Le vin de Tokai   |  | Mechanische kleurenreproductie |

Ondanks het feit dat hij zeer goede recensies kreeg als resultaat van zijn tentoonstellingen in de Salons en zijn werk in talrijke tijdschriften zag verschijnen, zou hij in deze periode geen beloning krijgen in de tentoonstellingen waaraan hij deelnam. Ontevredenheid over de waardering deed hem in 1887 naar Londen vertrekken, waar hij zich definitief zou vestigen. Hij trouwde er met de 24-jarige Italiaanse Maria Cristina Spinelli (1865). Zijn grote studio bevond zich op Swiss Cottage 100 Fellows Road in Hampstead, een wijk met meer succesvolle kunstenaars. Gezien het feit dat hij in die tijd een kok en hulp in de huishouding had, ging het hem waarschijnlijk voor de wind. Een van de opvallendste schilderijen uit die tijd was De nachtmerrie. Hij exposeerde bij de Royal Academy van 1889 tot 1893. Hij was in het bijzonder bij Amerikanen gewild. Door mechanische kleurenreproducties van zijn schilderijen bereikte hij een groter publiek. In 1889 toonde hij werk op de Wereldtentoonstelling van 1889 te Parijs, waar hij eindelijk een felbegeerde eervolle vermelding voor zou krijgen.
Hij bleef ook werken aan zijn wetenschappelijke experimenten. Met de scheepsarchitect William Henry Lumley verbeterde hij in 1895 nog accu's.
Op het hoogtepunt van zijn carrière overleed hij, vijfenveertig jaar oud, twee weken na een mislukte operatie in het University College Hospital.

## Wetenswaardigheden
- Het schilderij "Een Nachtmerrie" (drie vrouwen en een monster) werd geroemd. Een andere voorstelling met die naam bestaat in print.[12]
- Op een Internationale Tentoonstelling in Amsterdam in 1883 hing ook een schilderij van Falero, genaamd Heks, voorstellende een vrouw op een bezemsteel.[13]
- In 1896, het jaar van zijn overlijden, verloor (de gehuwde) Falero nog een rechtszaak van zijn voormalig model Maud Harvey, die op vijftienjarige leeftijd zwanger van hem zou zijn geraakt. Hij moest haar een wekelijkse vergoeding van vijf shilling betalen. Deze gebeurtenis gaf een indruk van zijn reputatie in die tijd; in de verslaggeving werd hij namelijk als  "bekend kunstenaar" beschreven.[14]
- Luis Falero was tevens oprichter van de Société Internationale des Électriciens[15]

## Galerij

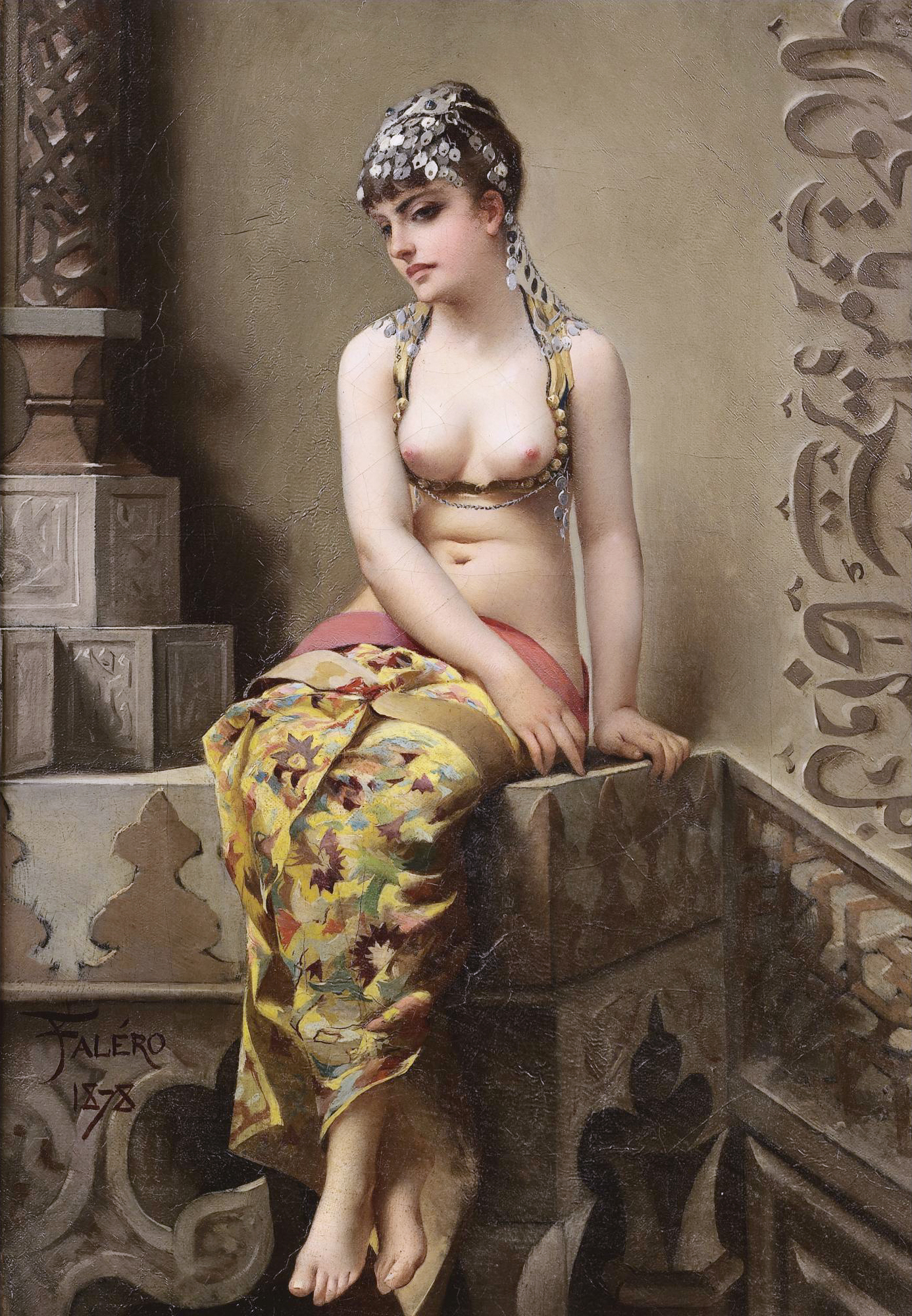
Betoverende schoonheid (1878)
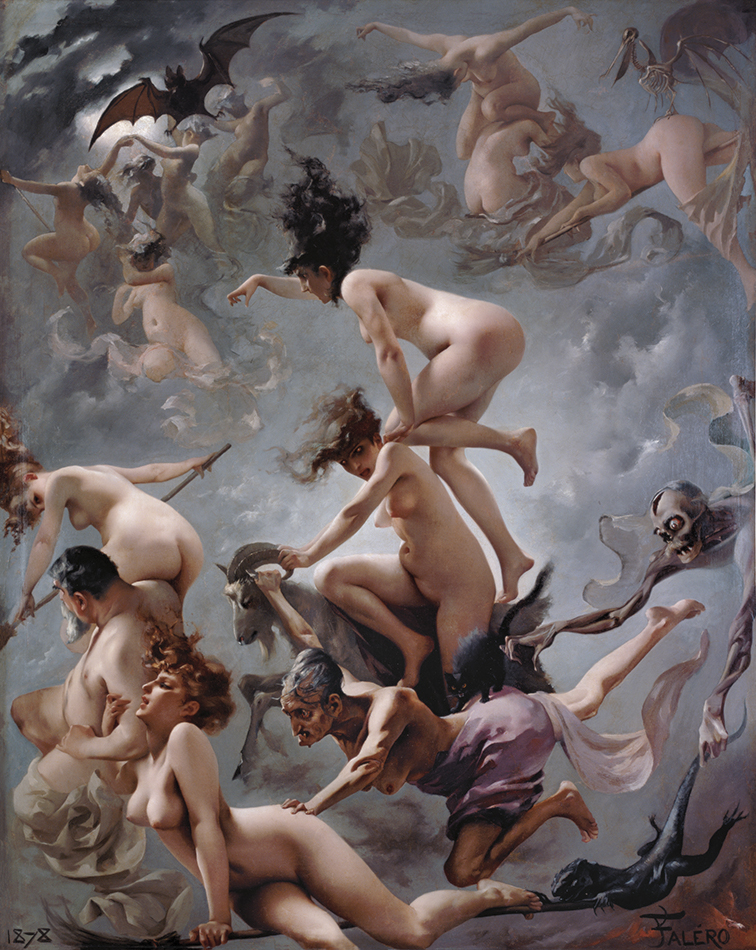
Heksen op weg naar de sabbat (1878)
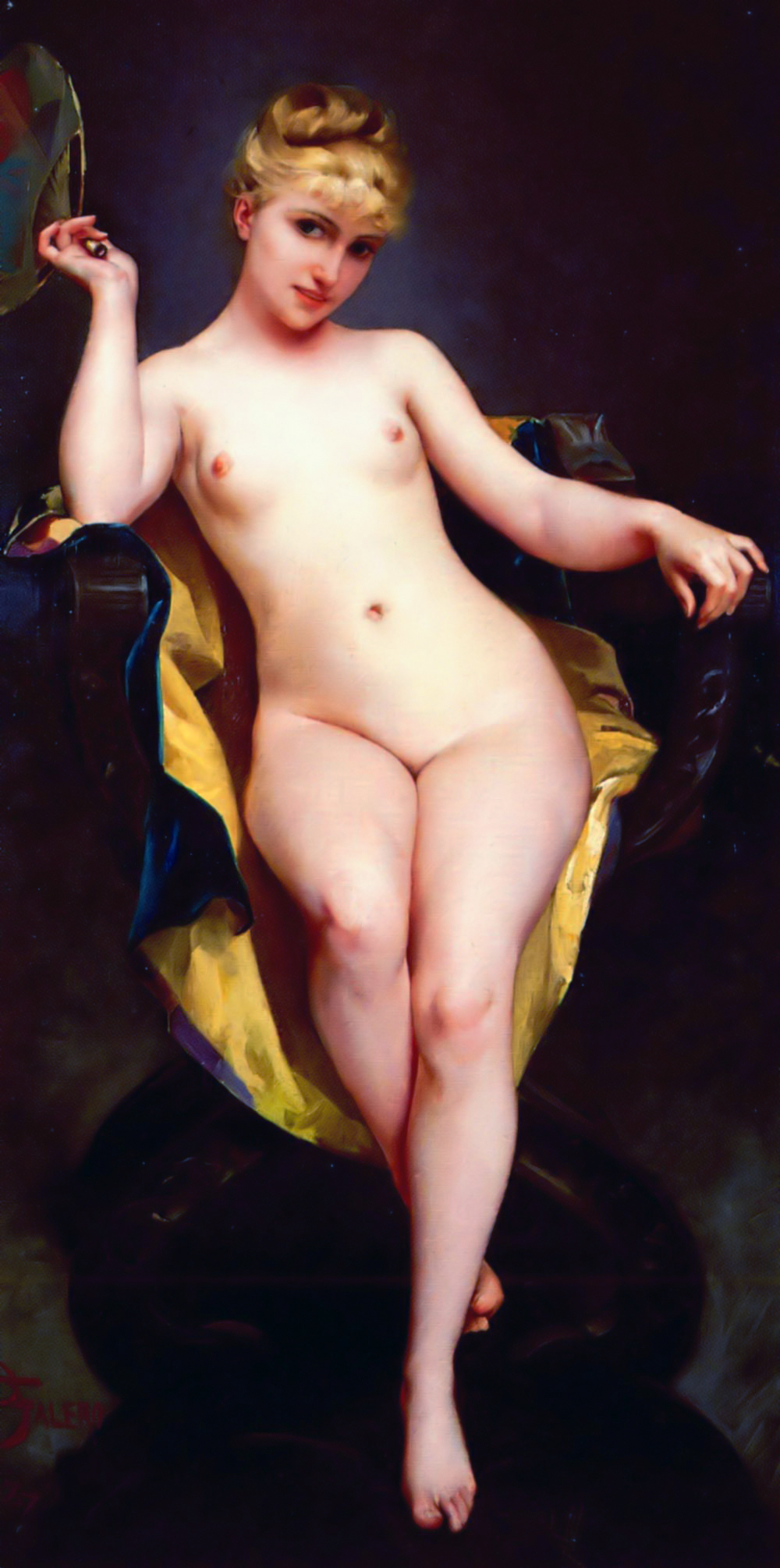
De pose (1879)
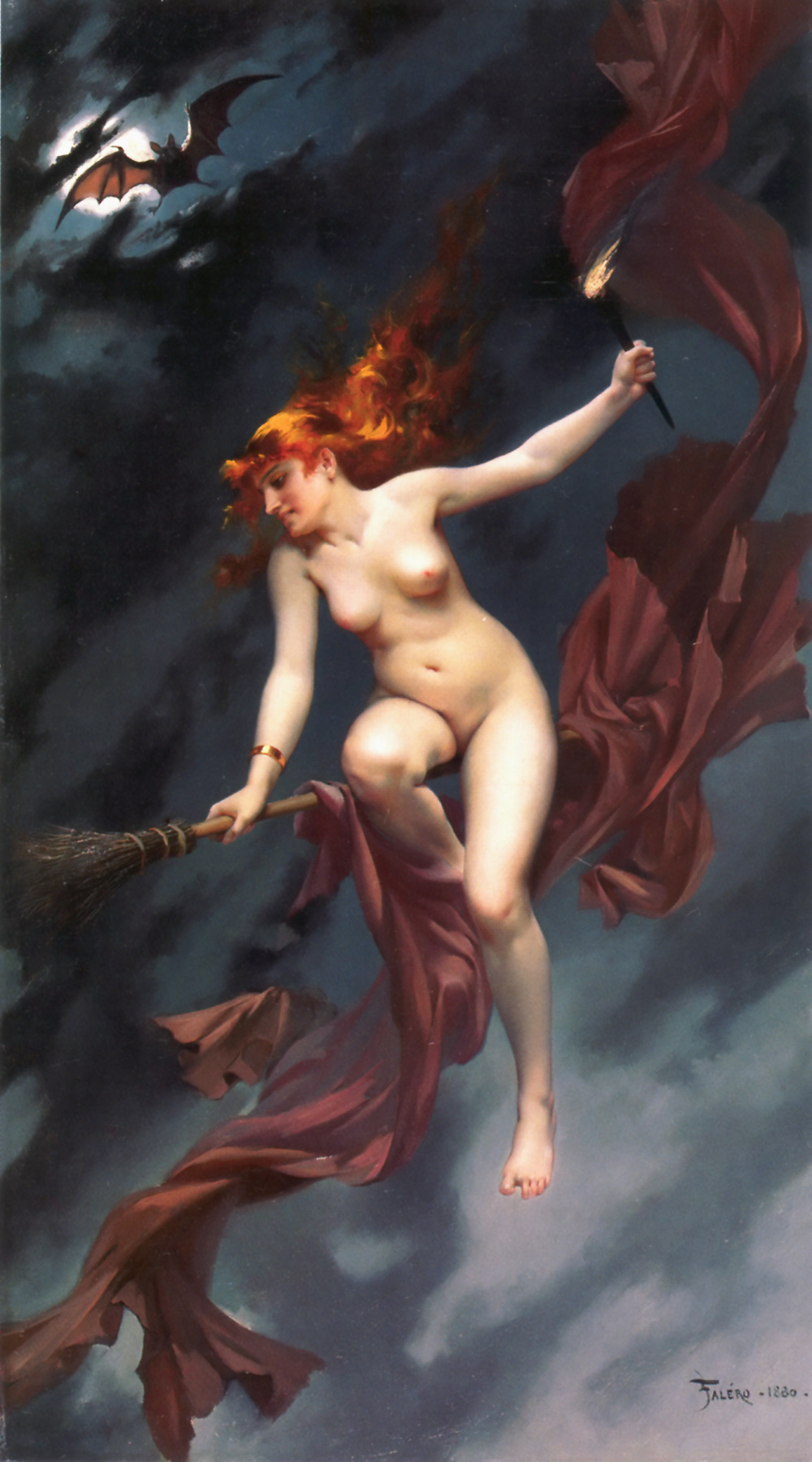
Heksensabbat (1880)
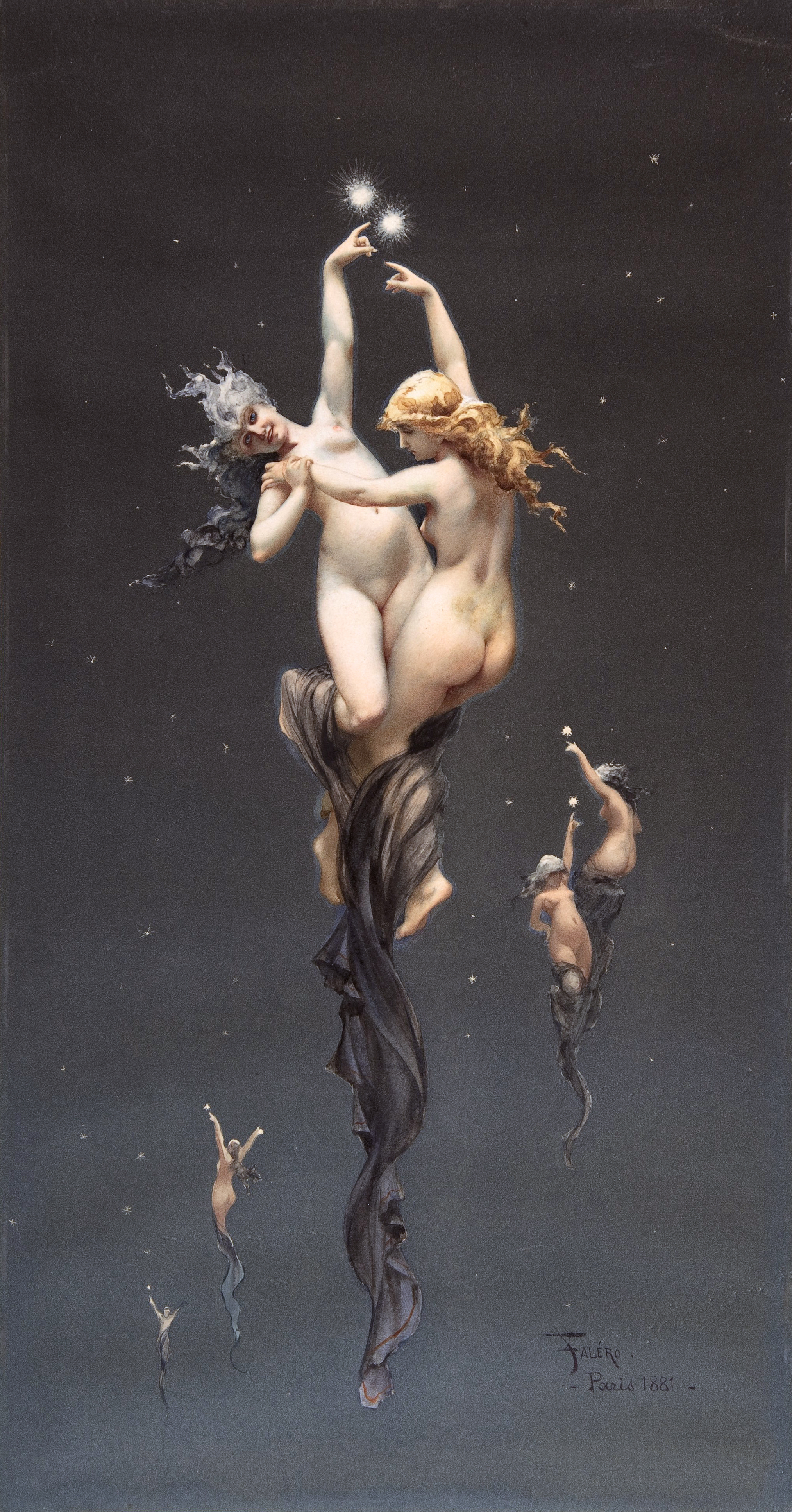
Dubbelster (1881)
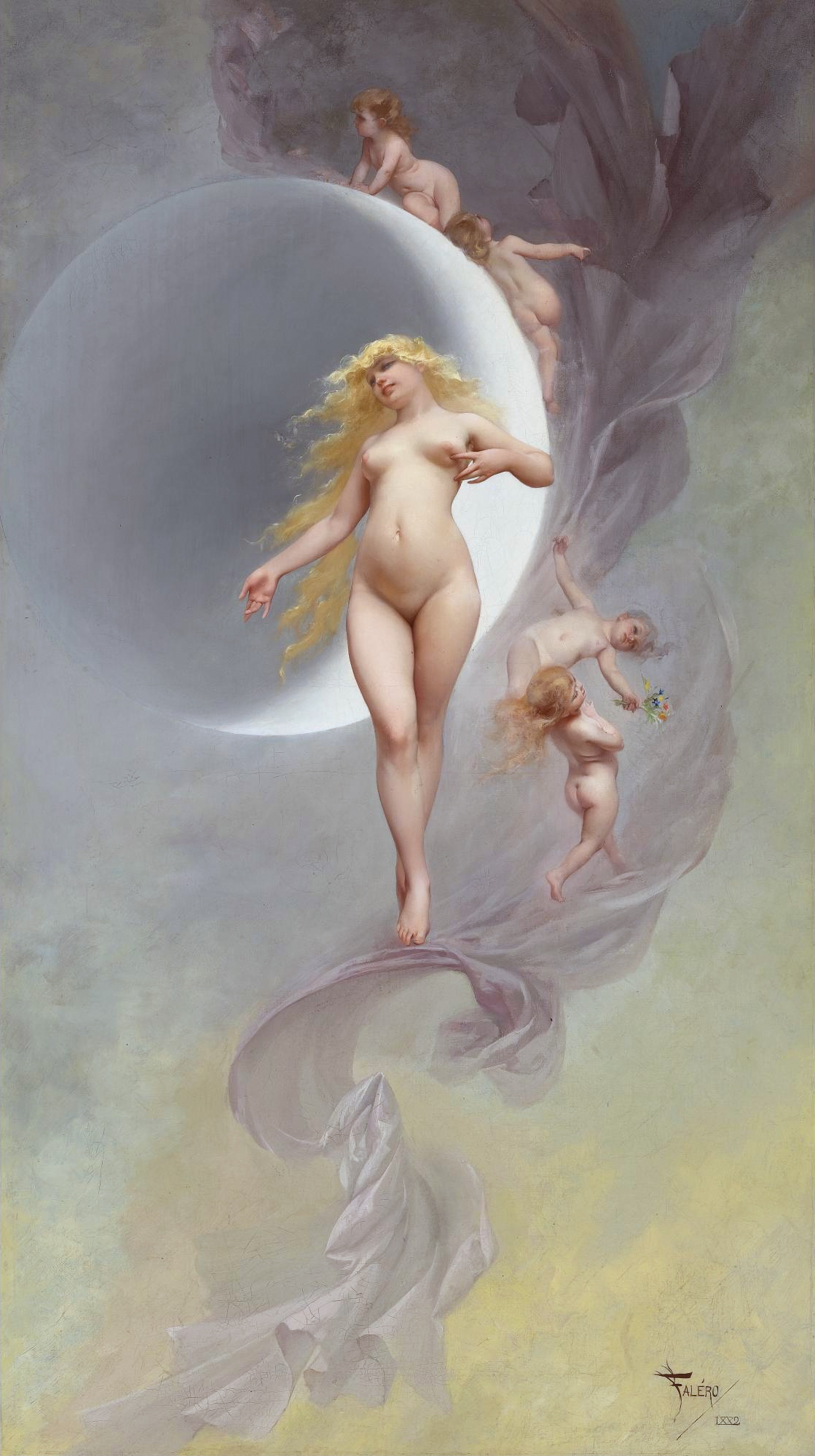
De planeet Venus (1882)
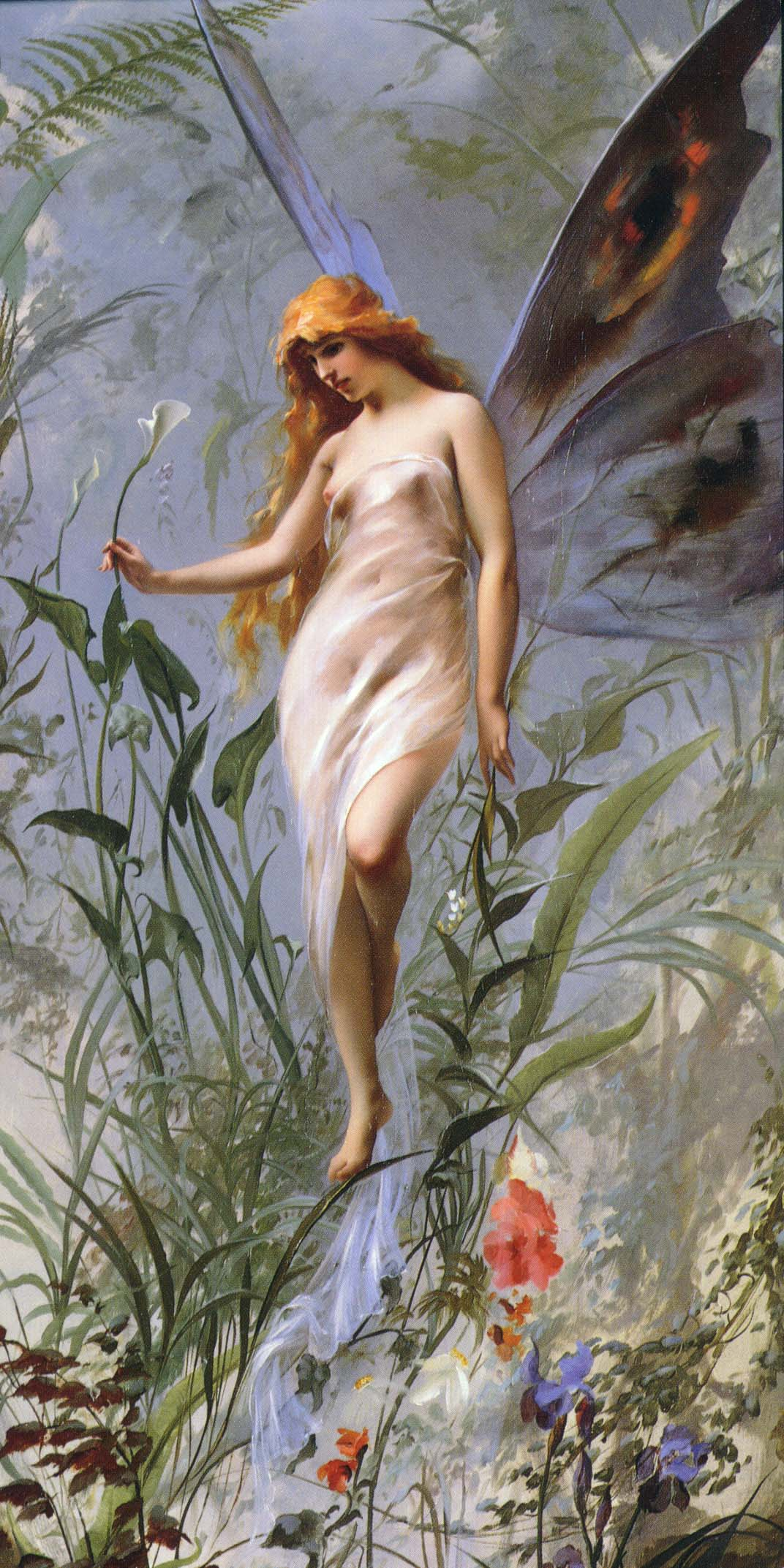
De leliefee (1888)
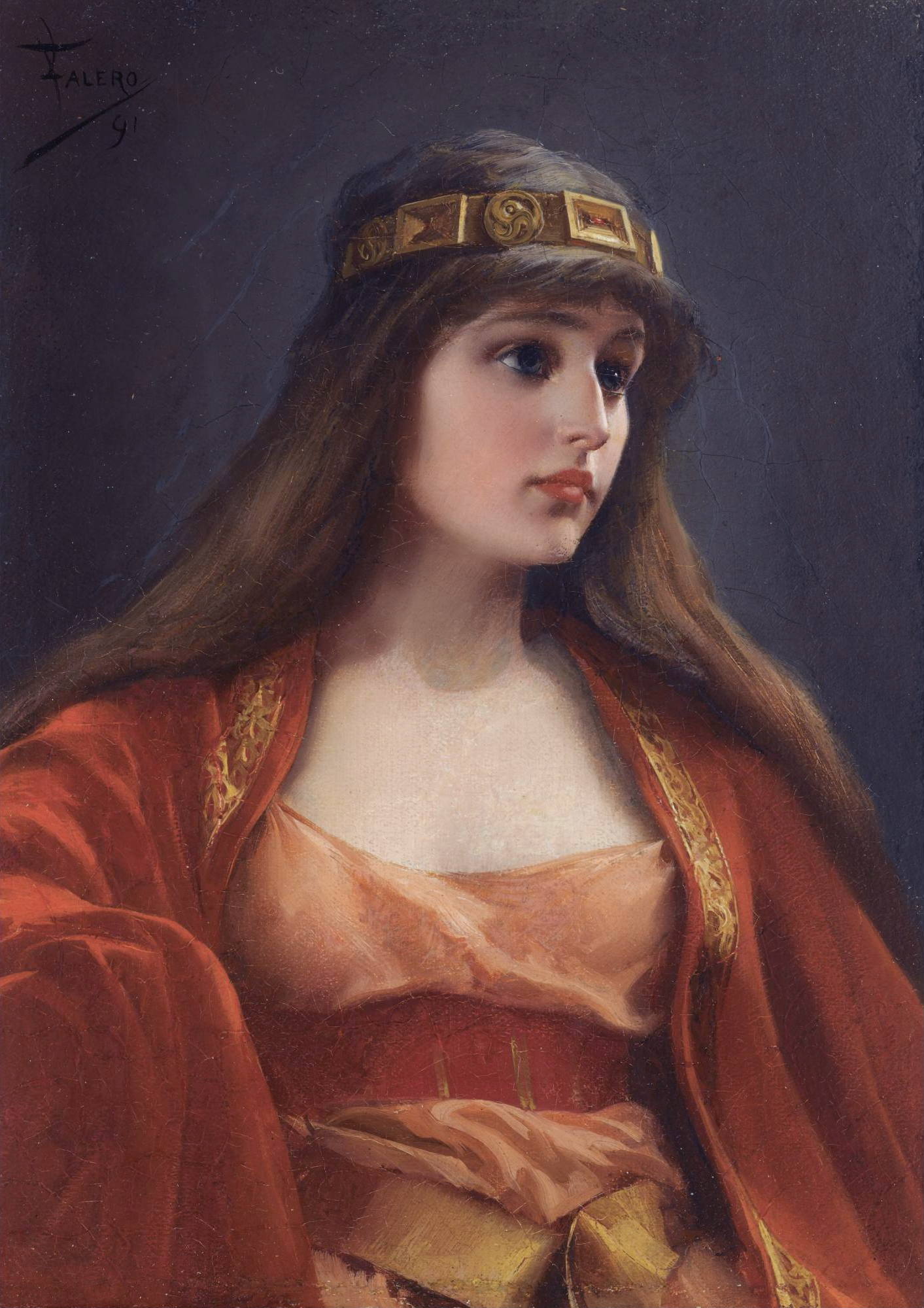
Bedoeïne vrouw (1891)
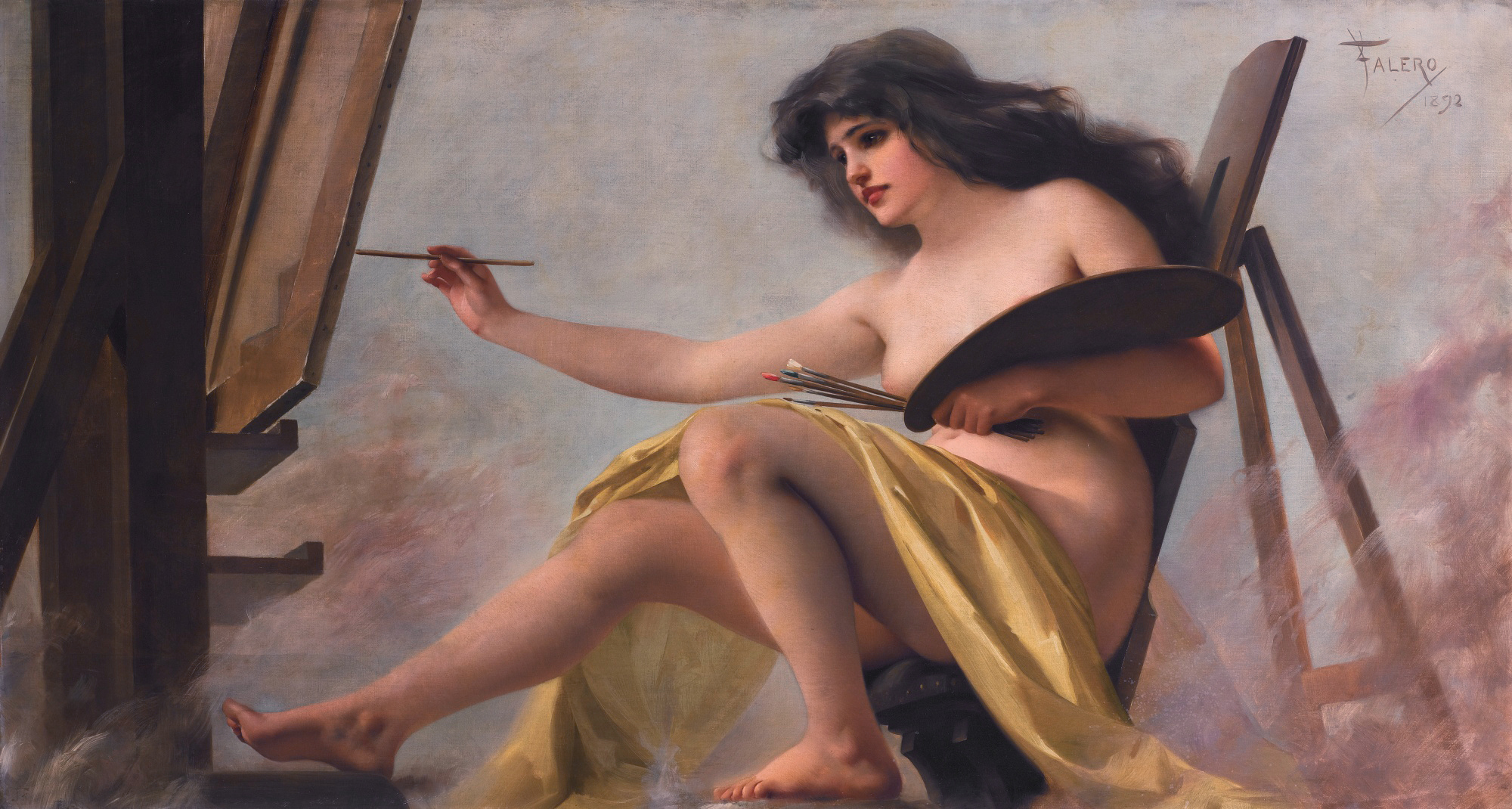
Allegorie op kunst (1892)
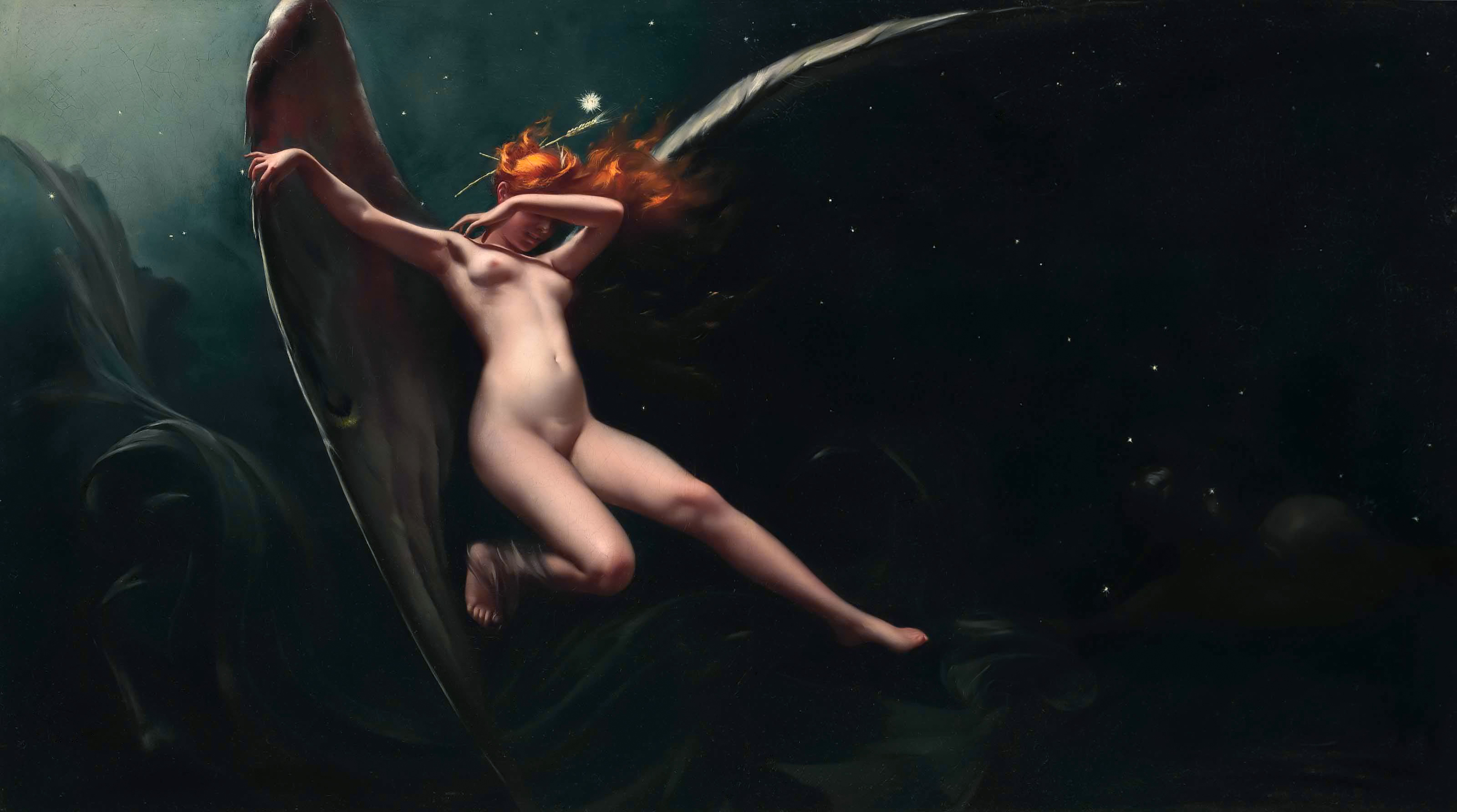
Een fee onder een sterrenhemel

- Bibliothèque nationale de France: cb14973656q (data)
- Gemeinsame Normdatei: 1297562798
- International Standard Name Identifier: 0000 0000 6661 3118
- RKD-Nederlands Instituut voor Kunstgeschiedenis: 27258
- Union List of Artist Names: 500035826
- Virtual International Authority File: 27339235